# Широкий Геннадій В'ячеславович
Генна́дій В'ячесла́вович Широ́кий (15 серпня 1969 — 20 квітня 2018) — старший солдат Збройних сил України, учасник російсько-української війни.

## Життєпис
Народився 1969 року в селі Московка (Куп'янський район, Харківська область).
У часі війни — старший солдат, водій 3-го батальйону 25-ї бригади — 29 серпня 2016 року призваний за мобілізацією. Відслужив понад рік у 25-й бригаді водієм роти МТЗ — в районі Попасної та на Світлодарській дузі. Після демобілізації повернувся додому, у серпні 2017 року брав участь у зборах резервістів на полігоні «Широкий Лан», на початку зими підписав контракт.
24 грудня 2017 року зазнав важких осколкових поранень внаслідок обстрілу в промзоні міста Авдіївка. Переніс 2 операції в Харківському шпиталі, перебував у комі.
20 квітня 2018-го помер у Головному військовому госпіталі міста Київ, так і не прийшовши до свідомості.
24 квітня 2018 року похований в місті Вільногірськ; в останню дорогу проводили на колінах.
Без В'ячеслава лишились батьки та брат.

## Нагороди та вшанування
- указом Президента України № 47/2019 від 28 лютого 2019 року «за особисту мужність і самовіддані дії, виявлені у захисті державного суверенітету та територіальної цілісності України, зразкового виконання військового обов'язку» — нагороджений орденом «За мужність» III ступеня (посмертно)[1]